# Colfelice
Colfelice is een gemeente in de Italiaanse provincie Frosinone (regio Latium) en telt 1840 inwoners (31-12-2004). De oppervlakte bedraagt 14,2 km², de bevolkingsdichtheid is 132 inwoners per km².

## Demografie
Colfelice telt ongeveer 782 huishoudens. Het aantal inwoners daalde in de periode 1991-2001 met 3,3% volgens cijfers uit de tienjaarlijkse volkstellingen van ISTAT.
| Jaar | Inwoneraantal |
| ---- | ------------- |
| 1991 | 1917          |
| 2001 | 1853          |

## Geografie
De gemeente ligt op ongeveer 158 m boven zeeniveau.
Colfelice grenst aan de volgende gemeenten: Arce, Rocca d'Arce, Roccasecca, San Giovanni Incarico.